# Monestir de Sant Elies (Iraq)
El Monestir de Sant Elies o Dair Mar Elia (siríac: ܕܝܪܐ ܕܡܪܝ ܐܝܠܝܐ; àrab: دير مار إيليا, Dayr Mār Īliyā) va ser un monestir cristià en l'antiguitat, el més antic de l'Iraq, que data del segle vi. Es trobava a la Governació de Nínive, al sud de Mossul. El monestir consistia en un complex d'edificis de tipus fortalesa, amb una superfície total d'aproximadament 2.500 m². Abans de la seua destrucció tenia 26 habitacions construïdes al voltant d'un pati, incloent una capella i un santuari.
El monestir va ser fundat al voltant del 595 dC per Mar Elia, un monjo assiri que havia estudiat amb anterioritat en al-Hira i més tard en el gran monestir de la muntanya Ezla en l'actual Turquia. Més tard va ser reclamat pels caldeus i va pertànyer a l'Església Catòlica Caldea. El monestir era el centre de la comunitat cristiana regional i durant segles milers de cristians van visitar el monestir amb celebracions en l'últim dimecres del mes de novembre.
El monestir va ser restaurat el segle xvii per Hurmizd Alqushnaya. El 1743, el líder persa Nadir Shah Tahmaz va ordenar la destrucció dels seus béns i la mort dels monjos que hi habitaven. El monestir va restar abandonat i en estat ruïnós fins al començament del segle xx, quan algunes parts es van restaurar incloent uns quants salons i habitacions. Durant la Primera Guerra Mundial Dair Mar Elia va ser utilitzat com a lloc de refugi, la qual cosa va portar a la reconstrucció de part del lloc.
El gener del 2016 es va saber que el grup terrorista Estat Islàmic el va dinamitar, fent-lo desaparèixer per complet.